# Bonzo Dog Doo-Dah Band

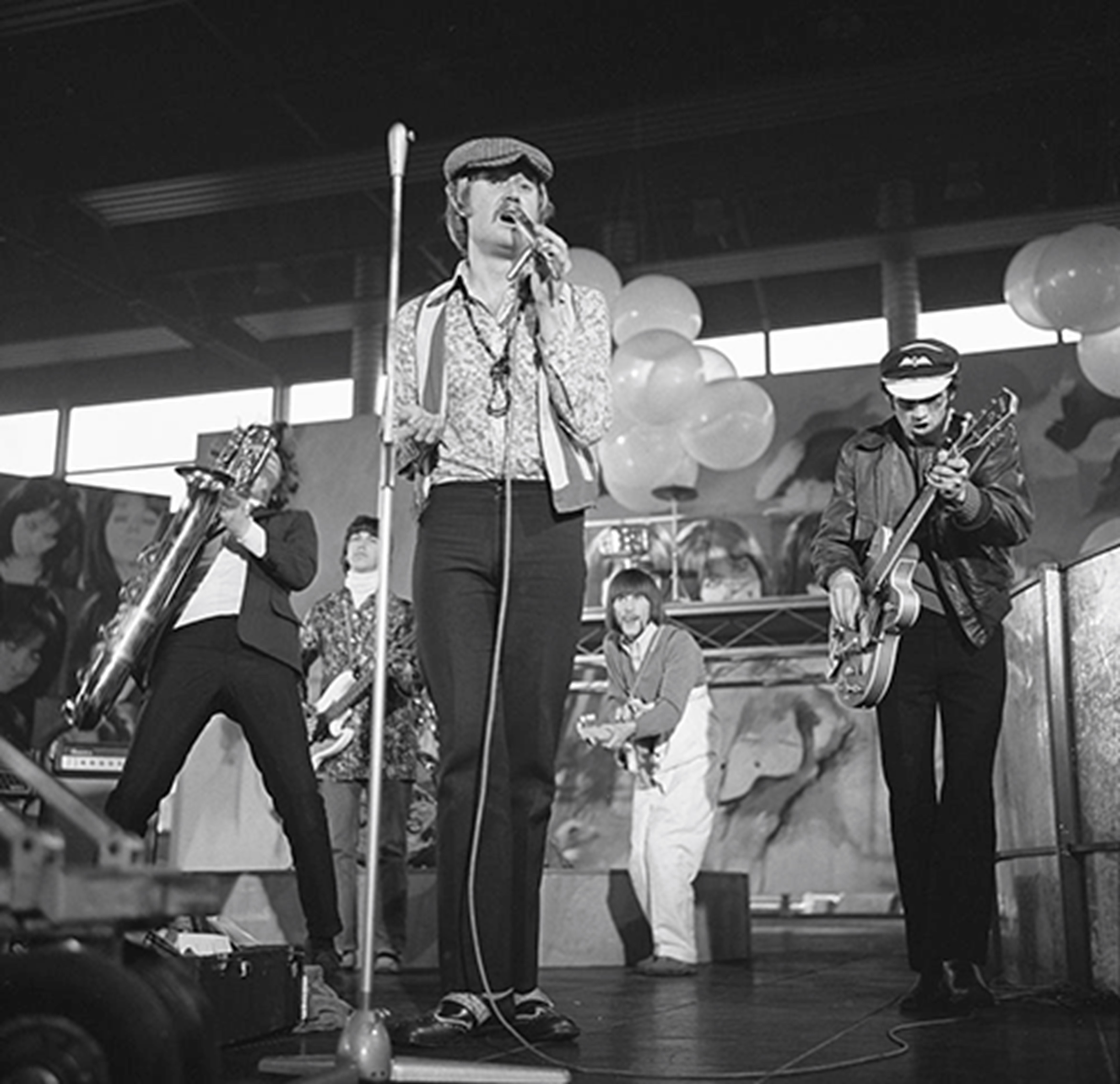
Bonzo Dog Doo-Dah Band (1968)

Bonzo Dog Doo-Dah Band connu aussi sous le nom de The Bonzo Dog Band, The Bonzo Dog Dada Band, ou plus formellement The Bonzos est un groupe britannique de pop music et de comedy rock créé en 1962 par des étudiants d'une école d'art. 
Combinant des éléments du music-hall, du rock psychédélique et de l'art d'avant-garde, le groupe se fit connaître du public britannique par l'intermédiaire de l'émission de télévision Do Not Adjust Your Set de la chaîne ITV en 1968, où on retrouve des futurs membres des Monty Python comme Eric Idle ou Michael Palin. Ils font une apparition dans le téléfilm des Beatles, Magical Mystery Tour.

## Style musical
À ses débuts, le répertoire du groupe était essentiellement constitué de reprises et de réarrangements comiques de morceaux de jazz et de pop des années 1930 et 1920 trouvés sur des 78 tours à des marchés aux puces locaux .
Plus généralement, le genre musical pratiqué initialement par le Bonzo Dog Doo-Dah Band consiste en une parodie du jazz traditionnel tel que joué au début du vingtième siècle, caractérisée entre autres par la voix du chanteur Vivian Stanshall imitant les crooners de cette époque.
Cependant, le groupe évoluera à la fin des années 1960 vers une son plus orienté rock, notamment avec l'album The Doughnut in Granny's Greenhouse, qui ne conserve que peu des éléments du style originel du groupe.

## Membres
- Vivian Stanshall (1943 - 1995): trompette, chant ;
- Neil Innes (1944 - 2019): piano, guitare, chant ;
- Rodney Rhino Desborough Slater (né en 1944): saxophone ;
- Rodger Ruskin Spear (né en 1943): saxophone ;
- « Legs » Larry Smith (né en 1944): batterie.

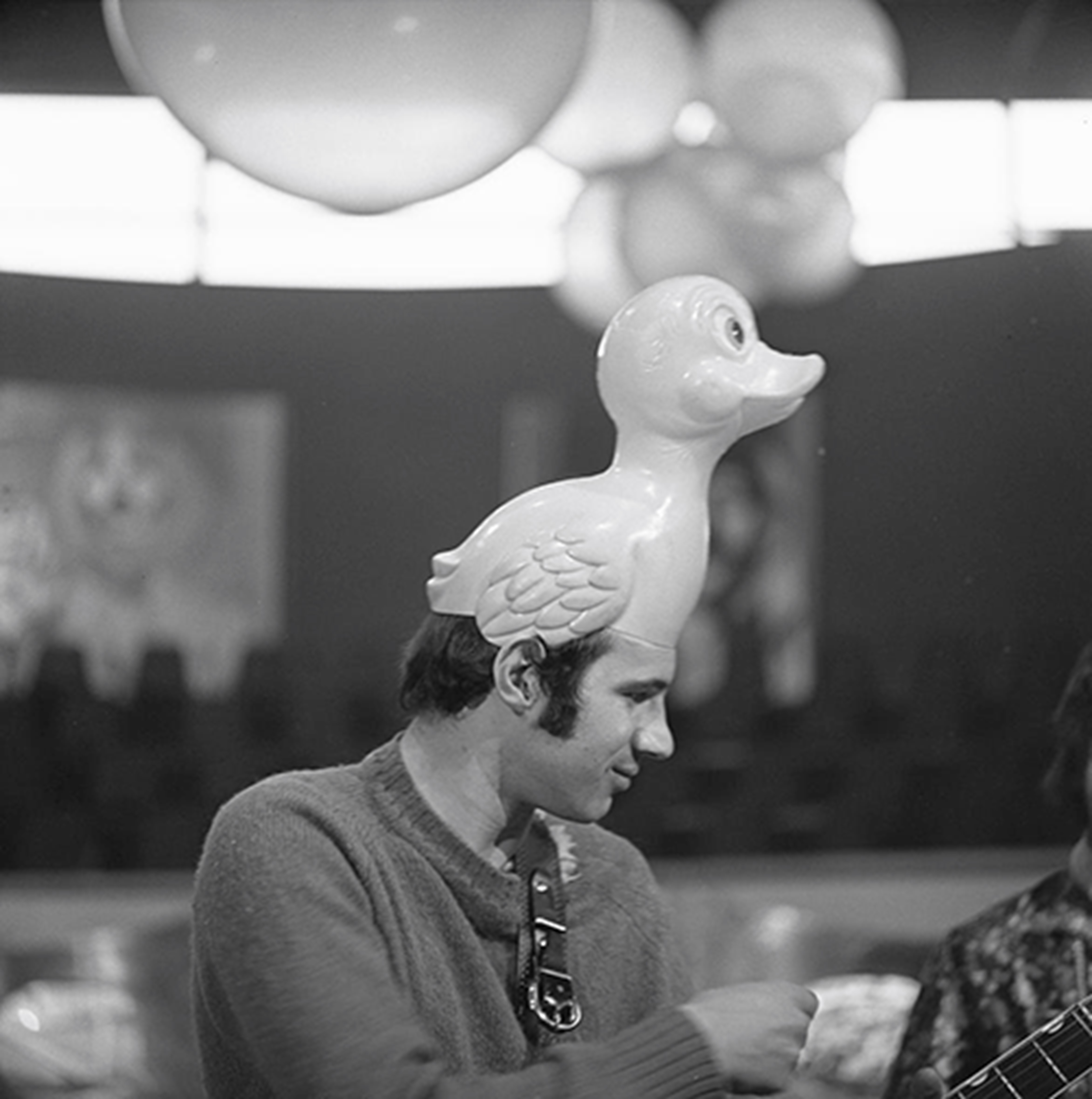
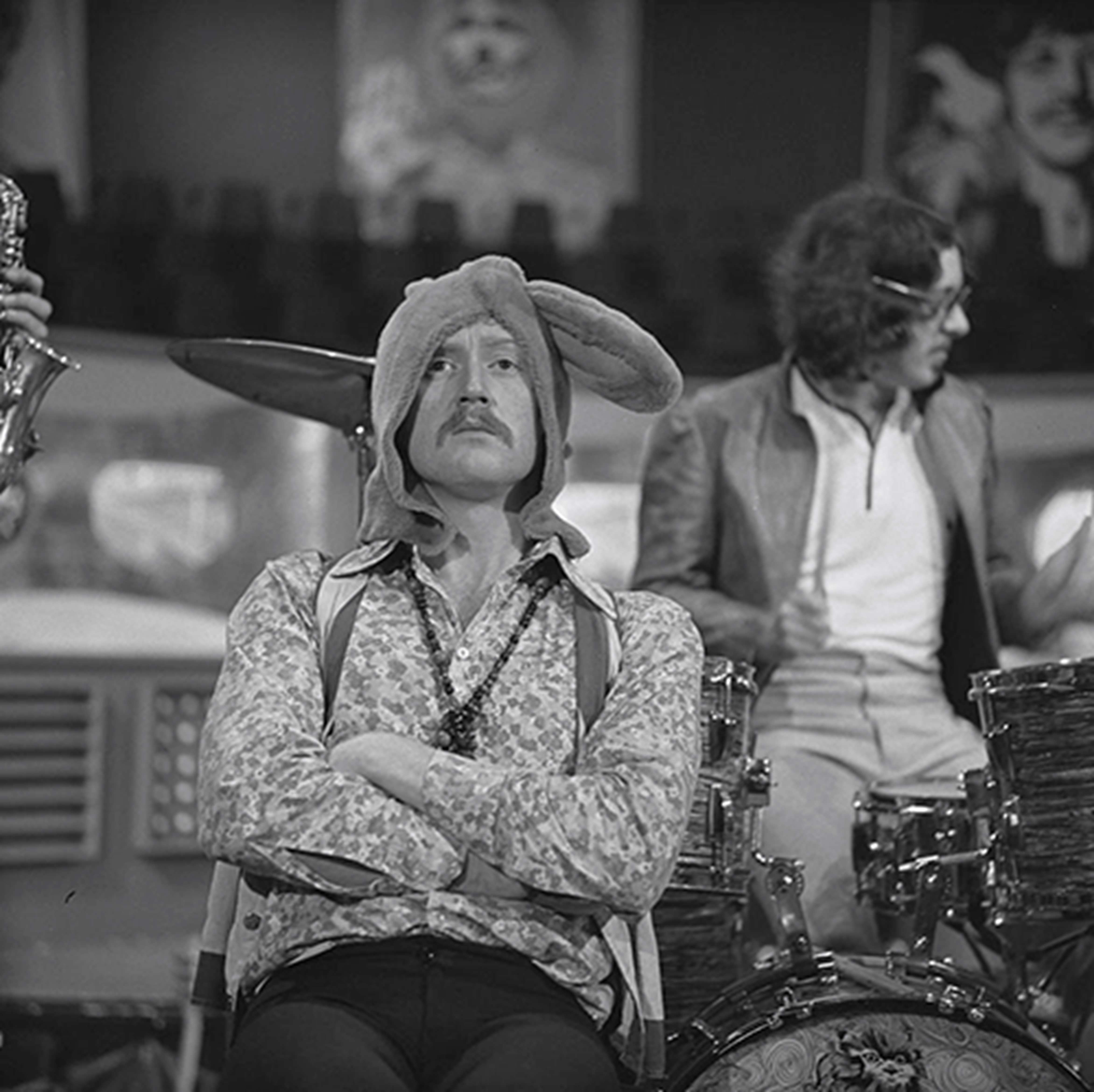
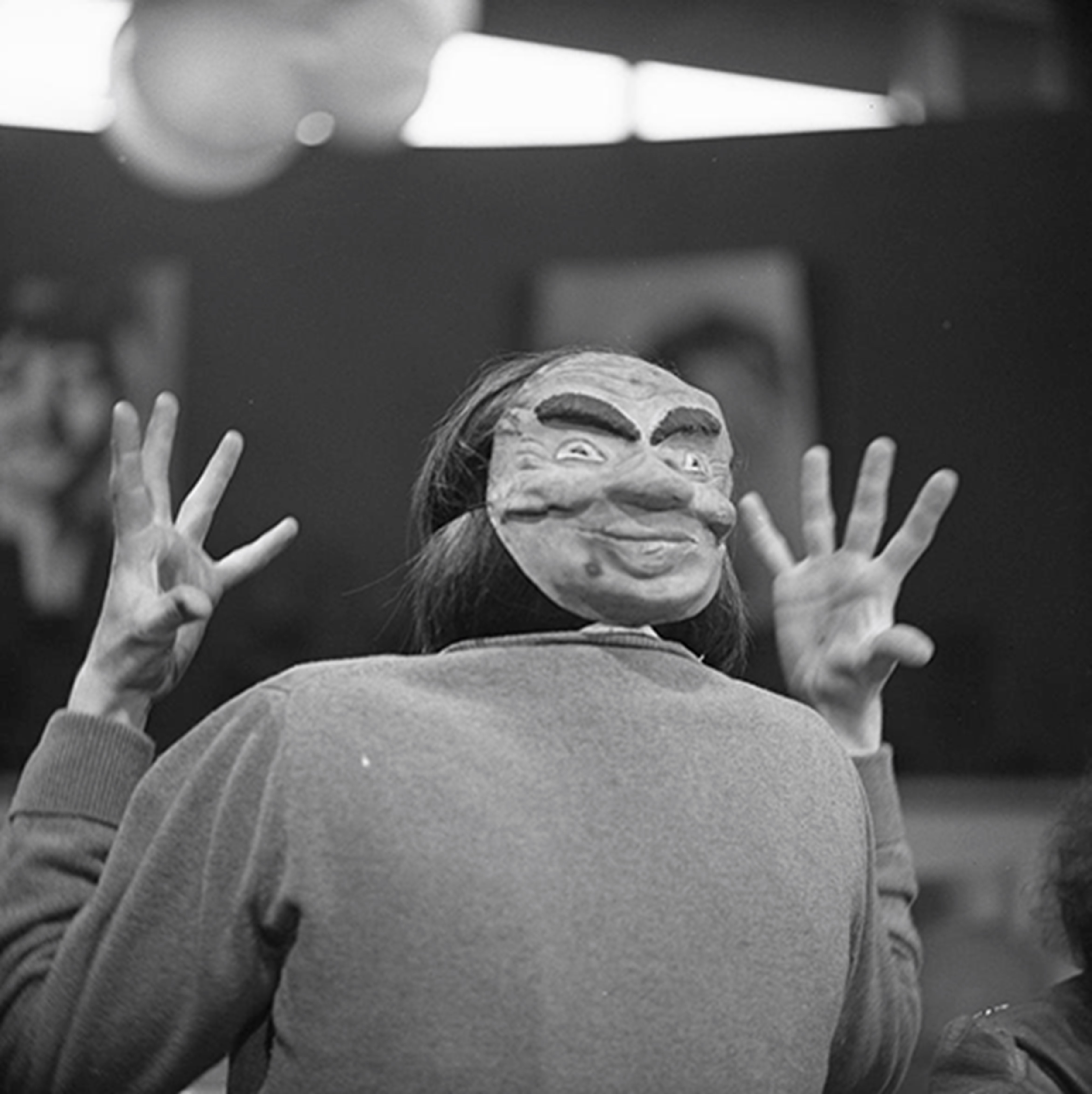
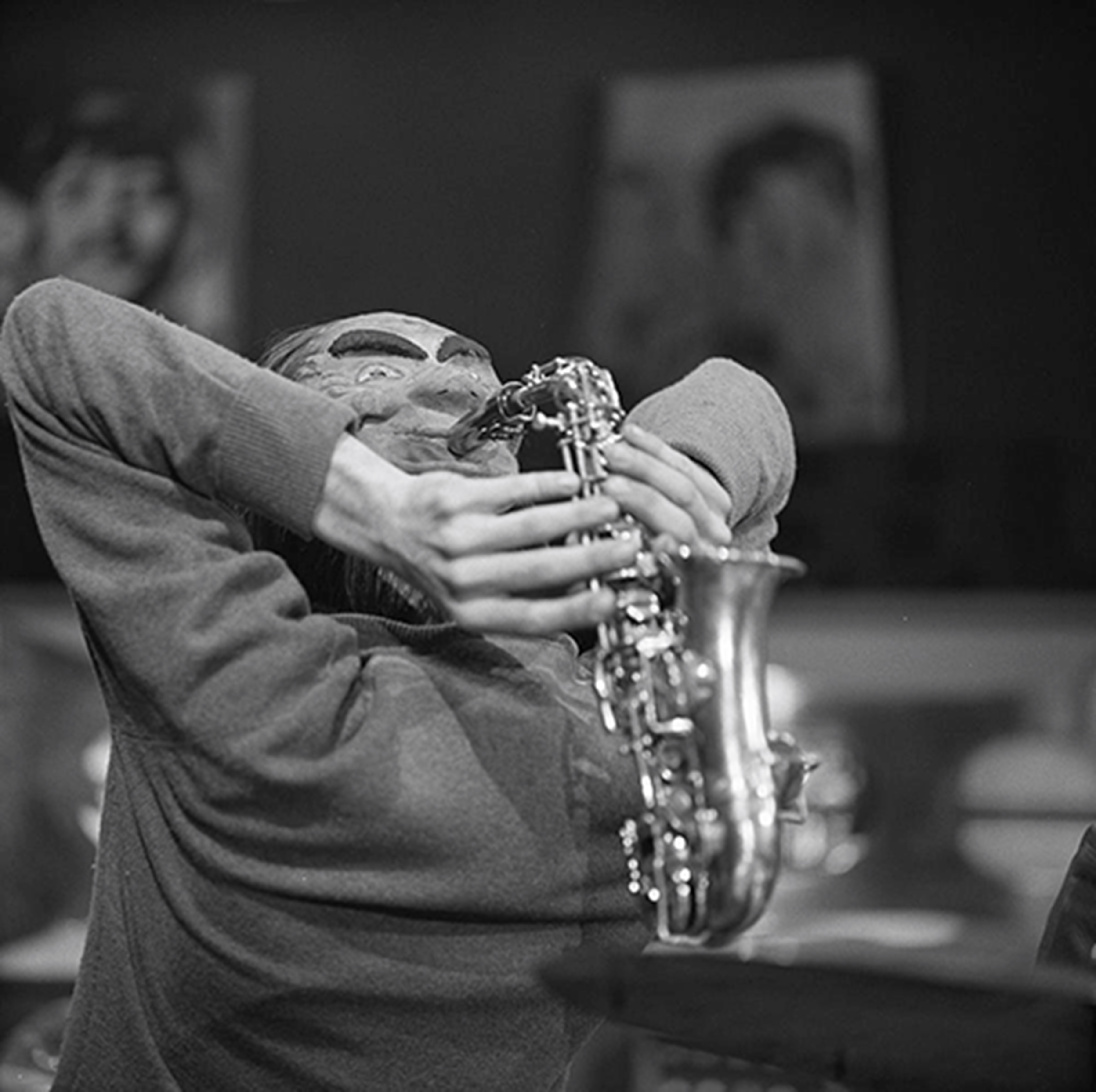
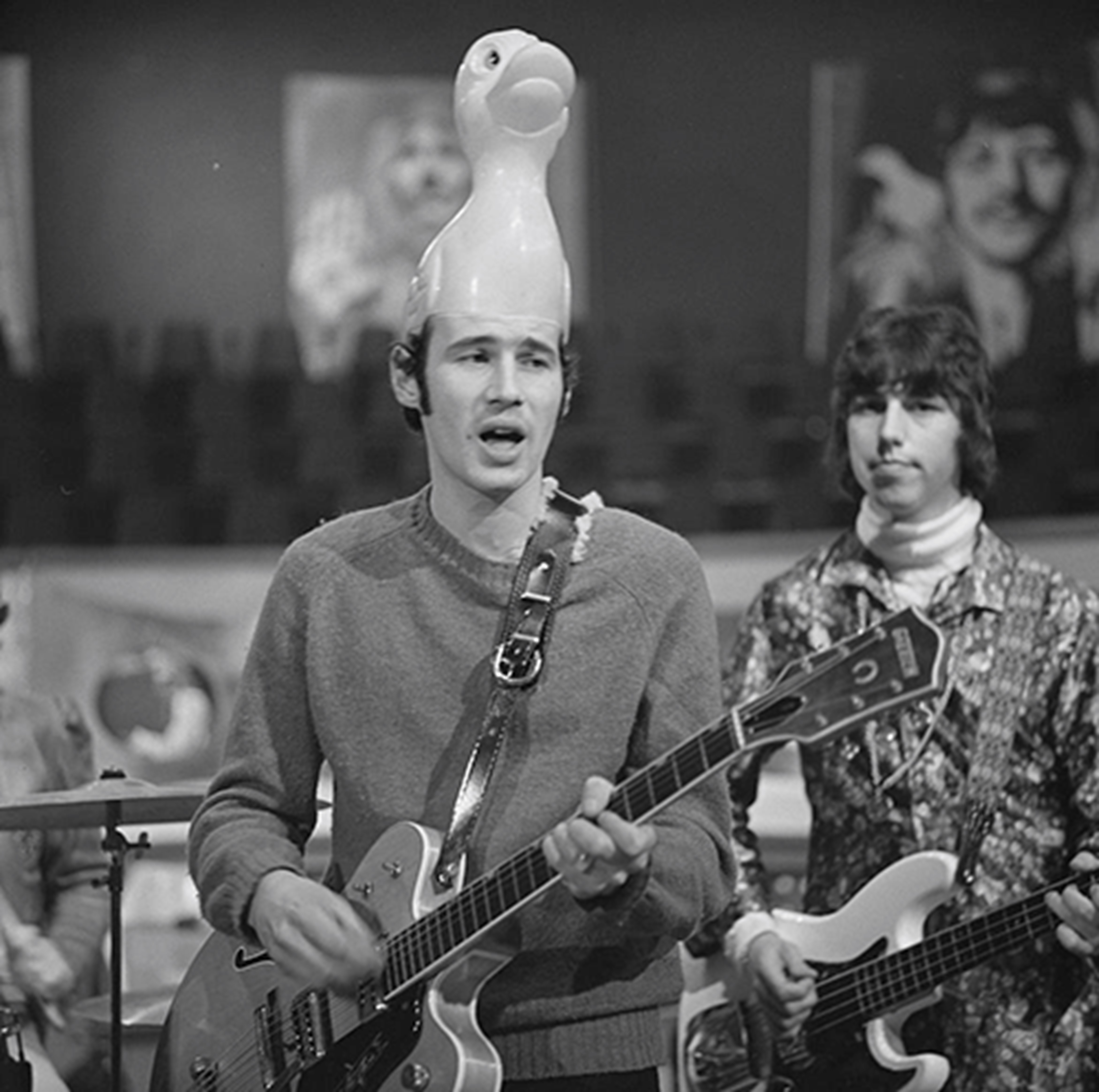

Lors des enregistrements en studio, le groupe invite quelques musiciens célèbres ou non, comme Vernon Dudley Bohay-Nowell, Martin « Sam Spoons » Ash, « Happy » Wally Wilks, Tom Parkinson, Chris Jennings, Claude Abbo, Trevor Brown, Tom Hedge,  Eric Idle, Eric Clapton, Elton John, Paul McCartney, Leon Williams, John Parry, Raymond Lewitt, Sydney « Big Sid » Nicholls, James « Jim Strobes » Chambers, Bob Kerr, Dave Clague, Joel Druckman, « Borneo » Fred Munt, Chalky Chalkey, Dennis Cowan, Aynsley Dunbar, Jim Capaldi, Anthony « Bubs » White, Andy Roberts, Dave Richards, Pete Currie, Dick Parry, Hughie Flint et Glen Colson.
Stanshall et Innes ont écrit la majeure partie des chansons du groupe.

## Discographie

### Albums
- 1967 Gorilla (The Bonzo Dog Doo-Dah Band)
- 1968 The Doughnut in Granny's Greenhouse (sorti sous le nom de Urban Spaceman aux États-Unis.) ( Bonzo Dog Band): atteint la 40e place dans les charts anglais.
- 1969 Tadpoles (Bonzo Dog Band): atteint la 36e place dans les charts anglais.
- 1969 Keynsham (Bonzo Dog Band)
- 1972 Let's Make Up and Be Friendly (Bonzo Dog Band)
- 2007 Pour l'Amour des Chiens (The Bonzo Dog Doo-Dah Band)

### Singles
- 1966 My Brother Makes the Noises for the Talkies / I'm Going To Bring A Watermelon To My Girl Tonight (Parlophone R5430)
- 1966 Alley Oop / Button Up Your Overcoat (Parlophone R5499)
- 1967 Equestrian Statue (Liberty LBF 15040)
- 1968 I'm the Urban Spaceman (Liberty LBF 15144): atteint le top 5 dans les charts anglais. Cette chanson, la plus célèbre du groupe, fut produit par Gus Dudgeon et Paul Mc Cartney sous le pseudonyme d'Apollo C. Vermouth[2]
- 1969 Mr Apollo (Liberty LBF 15201)
- 1969 I Want To Be With You (Liberty LBF 15273)
- 1972 King of Scurf (U.S.) / Slush (UK)
- 1992 No Matter Who You Vote For the Government Always Gets In (Heigh Ho)